# Майский (Курская область)
Майский — хутор в Фатежском районе Курской области России. Входит в состав Большежировского сельсовета.

## География
Хутор находится в 100 км от российско-украинской границы, в 31 км к северо-западу от Курска, в 13,5 км к юго-востоку от районного центра — города Фатеж, в 2,5 км от центра сельсовета — села Большое Жирово.
Климат
Майский, как и весь район, расположен в поясе умеренно континентального климата с тёплым летом и относительно тёплой зимой (Dfb в классификации Кёппена).
Часовой пояс
Хутор Майский, как и вся Курская область, находится в часовой зоне МСК (московское время). Смещение применяемого времени относительно UTC составляет +3:00.

## Население
| 2002 | 2010 |
| ---- | ---- |
| 64   | ↘60  |

## Инфраструктура
Личное подсобное хозяйство. В хуторе 59 домов.

## Транспорт
Майский находится в 0,5 км от автодороги федерального значения М2 «Крым» (Москва — Тула — Орёл — Курск — Белгород — граница с Украиной) как часть европейского маршрута E105, в 24,5 км от автодороги регионального значения 38К-018 (Курск — Поныри), в 6 км от автодороги 38К-039 (Фатеж — 38К-018), в 1 км от автодороги межмуниципального значения 38Н-221 (М-2 «Крым» — Кромская), в 26,5 км от ближайшего ж/д остановочного пункта Букреевка (линия Орёл — Курск).
В 153 км от аэропорта имени В. Г. Шухова (недалеко от Белгорода).